# Булота, Йонас
Йонас Булота (лит. Jonas Bulota, 4 июня 1923, деревня Путришки волости Подавине Мариампольского уезда Сувалкской губернии, ныне Мариямпольское самоуправление — 8 июня 2004, Вильнюс) — литовский журналист, фельетонист, исследователь литовской периодической печати, доцент Вильнюсского университета; лауреата премии Винцаса Мицкявичюса-Капсукаса (1968), заслуженный журналист Литовской ССР (1973). 

## Биография
Сын адвоката и политического деятеля Андрюса Булоты, брат юриста и общественного деятеля Андрюса Булоты и журналиста Юозаса Булоты. 
Вместе с учителем Каролисом Герулайтисом в 1946 году привёз в Литву с побережья моря Лаптевых группу сирот, родители которых, высланные из Литвы в 1941 году, умерли от голода и холода. Написал об этом эссе „Ledo vaikai“ („Gimtasis kraštas“, 1988, Nr. 34).
В 1947 году поступил в Вильнюсский государственный университет, затем перевёлся в Московский государственный университет, который окончил в 1952 году. С того же года начал работать старшим преподавателем кафедры журналистики Вильнюсского государственного университета. Написал монографию о литовском писателе-антифашисте, погибшем во время Гражданской войны в Испании, Алексасе Ясутисе (1961), затем защитил диссертацию на соискание учёной степени кандидата филологических наук о жизни и творчестве Ясутиса „Aleksas Jasutis-Julmis: gyvenimas ir kūryba“ (1964). До 1992 года преподавал журналистику в Вильнюсском университете; доцент (1968). 
Занимался изучением истории литовской периодической печати и жанров сатирической литературы. С 1973 года член Союза журналистов Литвы. Издал сборники фельетонов „Paveldėta liga“ (1962), „Katė maiše“ (1966), „Smeigtuko galvutė“ (1973).
Вместе с Ромасом Шалугой написал краеведческую книгу о вильнюсских подземельях „Vilniaus požemiuose“ (1960). Другая книга на ту же тему „Reportažai iš požeminio Vilniaus“ (1965) издана в переводе на польский язык (1966). 
Умер в Вильнюсе. После церемонии прощания в университетском костёле Святых Иоаннов похоронен 12 июня 2004 года на кладбище Расу.

## Награды и звания
- Премия Винцаса Мицкявичюса-Капсукаса (ежегодная премия Союза журналистов Литвы, 1968)
- Заслуженный журналист Литовской ССР (1973)

## Книги
- Vilniaus požemiuose / Jonas Bulota, R. Šalūga. Vilnius: Valstybinė politinės ir mokslinės literatūros leidykla, 1960. 101 p.: iliustr.
- Aleksas Jasutis: gyvenimo ir kūrybos bruožai. Vilnius: Valstybinė grožinės literatūros leidykla, 1961. 336 p.: portr.
- Prieš plauką: feljetonai, jumoreskos, pamfletai (dailininkė S. Veiverytė). Vilnius : Valstybinė grožinės literatūros leidykla, 1961. 152 p.
- Paveldėta liga: feljetonų rinkinys (dailininkė Sofija Veiverytė). Vilnius: Valstybinė grožinės literatūros leidykla, 1962. 94 p.: iliustr.
- Reportažai iš požeminio Vilniaus: apybraiža. Vilnius: Mintis, 1965. 134 p.: iliustr.
- Reportaże z wileńskich podziemi. Vilnius: Mintis, 1966. 126 p.: iliustr.
- Katė maiše: feljetonai, pamfletai. Vilnius: Vaga, 1966. 125 p.: iliustr.
- Smeigtuko galvutė: humoreskos (dail. Vytautas Jurkūnas). Vilnius: Vaga, 1973. 125 p.: iliustr.
- Pirmieji LSDP leidiniai: metod. nurodymai žurnalistikos specialybės studentams neakivaizdininkams. Vilnius: Vilniaus valstybinis V. Kapsuko universitetas, 1982. 76 p.

### Составитель
- Aleksas Jasutis. Internacionalas karceryje. Vilnius: Valstybinė grožinės literatūros leidykla, 1958. 189 p.: iliustr.
- Herlufas Bidstrubas: piešinių ir karikatūrų albumas. Vilnius: LSSR žurnalistų sąjunga, 1974. 159 p.: iliustr.
- Liūnė Janušytė. Taškai ir daugtaškiai: humoreskos ir feljetonai (iliustr. Valerijonas Jucys). Vilnius: Vaga, 1979. 314 p.: iliustr.